# Rhapsodie sur un thème de Paganini
La Rhapsodie sur un thème de Paganini en la mineur, opus 43, de Sergueï Rachmaninov, est une œuvre de musique concertante pour piano et orchestre. Selon les indications notées sur la partition, elle a été composée entre le 3 juillet et le 18 août 1934. Cette œuvre grandiose est connue du grand public grâce à sa dix-huitième variation, expression ultime et emblématique du romantisme tardif de Rachmaninov.

## Genèse et structure de l'œuvre
L'œuvre porte le titre de rhapsodie (en russe : Рапсодия на тему Паганини) mais elle est bâtie en vérité sur le principe du thème et variations. Rachmaninov y enchaîne vingt-quatre variations sur le Caprice pour violon seul n° 24 de Niccolò Paganini. Avant Rachmaninov, Johannes Brahms dans ses Variations sur un thème de Paganini, et Franz Liszt dans ses Six Études d'après Paganini notamment avaient déjà exploité ce thème.
Bien que l'œuvre soit exécutée d'un seul tenant, on peut néanmoins la diviser en trois sections qui correspondent à peu près aux trois mouvements d'un concerto. Avec la variation XI se termine ce qu'on peut voir comme le premier mouvement, les variations 12 et 18 ouvrent et clôturent le second (mouvement lent), et les dernières variations composent un finale. Contrairement aux conventions, Rachmaninov a eu l'idée de faire entrer la première variation avant le thème.
La Rhapsodie est une des sept pièces de Rachmaninov qui citent la mélodie du Dies iræ (certains suggèrent que c'est une référence à la légende selon laquelle Paganini aurait vendu son âme au diable contre sa virtuosité prodigieuse et l'amour d'une femme).
La création de l'œuvre eut lieu le 7 novembre 1934 à l'Opéra lyrique de Baltimore (États-Unis). Rachmaninov était au piano (le compositeur russe étant un fameux interprète de ses propres œuvres), accompagné par l'Orchestre de Philadelphie dirigé par Leopold Stokowski.

### Structure de l'œuvre
- Introduction : Allegro vivace - Variation I (Precedente)
- Tema : L'istesso tempo
- Variation II : L'istesso tempo
- Variation III : L'istesso tempo
- Variation IV : Più vivo
- Variation V : Tempo precedente
- Variation VI : L'istesso tempo
- Variation VII : Meno mosso, a tempo moderato
- Variation VIII : Tempo I
- Variation IX : L'istesso tempo
- Variation X : L'istesso tempo
- Variation XI : Moderato
- Variation XII : Tempo di minuetto
- Variation XIII : Allegro
- Variation XIV : L'istesso tempo
- Variation XV : Più vivo scherzando
- Variation XVI : Allegretto
- Variation XVII : Allegretto
- Variation XVIII : Andante cantabile
- Variation XIX : A tempo vivace
- Variation XX : Un poco più vivo
- Variation XXI : Un poco più vivo
- Variation XXII : Un poco più vivo (alla breve)
- Variation XXIII : L'istesso tempo
- Variation XXIV : A tempo un poco meno mosso

### La18evariation

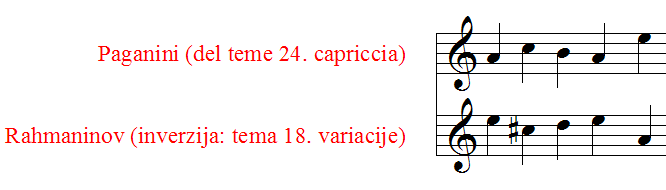
, inversion

Le lent et mélodique Andante cantabile est de loin la plus connue des variations. Il est très souvent présent sur des compilations CD (d'œuvres pour piano, de Rachmaninov ou de musique classique en général), sans le reste de l'œuvre.
Si, étrangement, on ne reconnaît pas le thème original à la première écoute, c'est que Rachmaninov a inversé les notes de la mélodie pour obtenir un thème nouveau, qui a fait tout le succès de cette variation.
L'industrie cinématographique se l'est d'ailleurs appropriée. On l'entend notamment dans les films suivants :
- 1953 : The Story of Three Loves
- 1954 : Rhapsody
- 1980 : Quelque part dans le temps
- 1987 : Le Piano magique de Sparky
- 1991 : Dead Again
- 1993 : Un jour sans fin
- 1995 : Sabrina
- 1998 : Ronin

## Autres variations sur thème de Rachmaninov
- Variations sur un thème de Chopin
- Variations sur un thème de Corelli

## Source
- (en) Cet article est partiellement ou en totalité issu de l’article de Wikipédia en anglais intitulé « Rhapsody on a Theme of Paganini » (voir la liste des auteurs).